# Team Danmark
Team Danmark er en dansk statslig organisation, der varetager den overordnede planlægning af eliteidrætten i Danmark. 
Pr. 1 juni 2021 er direktør i Team Danmark Peter Fabrin. Lars Balle Christensen er sportsdirektør, mens Lars Krarup er formand

Team Danmark finansieres bl.a. gennem tipsmidlerne der årligt har givet dem 116 millioner kroner.